# Лампонг Реатеа
Лампонг Реатеа (кхмер. លំពង្សរាជា, 1320 — 1353, Ангкор, Сиемреап) — правитель Ангкорской империи (1347—1353). Правил под именем Парама Раджадираджа.
Полное тронное имя — Брхат Пада Самдач Сдач Брхат Раджанкария Брхат Парама Ламбангсаса Раджадхираджа Рамадипати (санскр. Brhat Pada Samdach Sdach Brhat Rajankariya Brhat Parama Lambangsasa Rajadhiraja Ramadipati).

## Биография
Родился в 1320 году, был сыном Ниппен Бата. 
Взошёл на престол в 1347 году после отречения своего дяди — Ситхеан Реатеи. Именно в годы его правления Камбоджа оказалась в состоянии войны со своими бывшими вассалами в лице тайцев, которые освободились от Ангкора ещё во время правления предыдущих монархов.
В 1350 году тайский принц Раматхибоди I провозгласил королевство Аютию, одноимённую столицу которого он основал на острове в Чао Прайя неподалёку от камбоджийской границы, демонстрируя таким образом свои экспансионистские амбиции. В 1351 году тайцы подготовили две армии, которые застали кхмерские войска врасплох и двинулись на Ангкор, однако в первый раз их удалось оттеснить от городских стен, что побудило кхмерского короля, слишком уверенного в своих силах, распустить свои войска. 
Впоследствии Раматхибоди I сформировал третью армию, с которой он лично прибыл в Ангкор. Осада города длилась в течение года, вызвав голод и эпидемии, во время которых Лампонг Реатеа скончался от болезни. Город оказался захвачен и разграблен. Тайцы захватили сокровища из храмов и королевского дворца, а городское население обратили в рабство и отправили в Сиам. В период с 1353 по 1357 год сиамские войска держали под своей властью всю территорию Камбоджи, а Раматхибоди I последовательно назначал трёх своих сыновей править в Ангкоре.
Младший брат Лампонг Реатеи, — принц Сориётей, — сбежавший из Ангкора ещё до захвата города вместе с несколькими воинами и королевскими регалиями, нашёл убежище в Лаосе.